# Holland Park

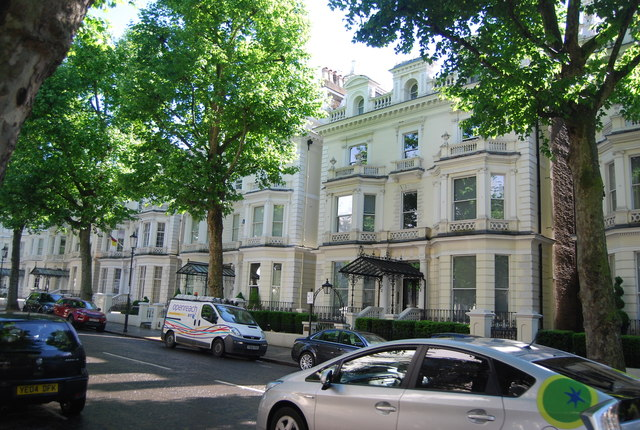
Holland Park Road

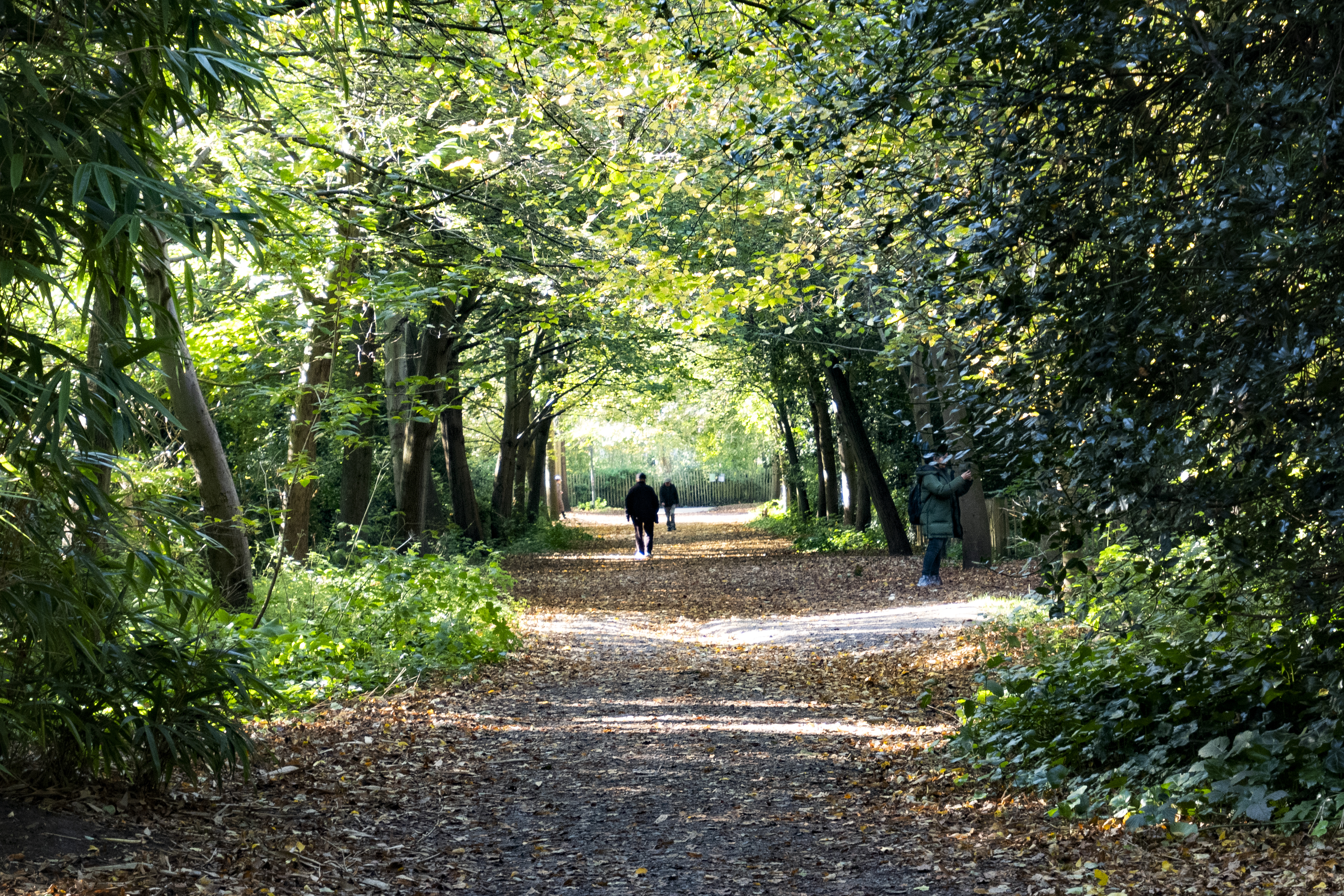
Der Park

Holland Park ist der Name eines Parks und des danach benannten Stadtteils im Westen Londons, der zum Royal Borough of Kensington and Chelsea gehört. Das Wohnviertel zählt zu den exklusivsten in London und hat die höchsten Immobilienpreise im Vereinigten Königreich. Als Teil von Kensington befindet sich Holland Park in unmittelbarer Entfernung zum Kensington Palace im Hyde Park und zur Kensington High Street, nördlich grenzt der Stadtteil an Notting Hill.
Die Stadtvillen von Holland Park sind bevorzugter Standort von Botschaften und Wohnort zahlreicher prominenter Persönlichkeiten, wodurch der Spitzname „Millionaire's Row“ zustande kam. Zu aktuellen und ehemaligen Anwohnern zählen David und Victoria Beckham, Sir Elton John, David Cameron, Ed Sheeran, Robbie Williams und Sir Richard Branson.
Neben dem Park befinden sich weitere Sehenswürdigkeiten und Museen in Holland Park, wie das Design Museum, Leighton House und die Holland Park Opera.

## Wohngegend
Das Straßensystem von Holland Park wurde im 19. Jahrhundert nach Plänen von William und Francis Radford geplant und ausgelegt. Die Wohnstraßen sind von Stadtvillen in viktorianischer Architektur geprägt. Während entlang der Holland Park Avenue und dem Royal Crescent vorsätzlich Reihenhäuser entstanden, sind die Straßen Holland Park, Holland Villas Road und Addison Road von freistehenden Villen gesäumt. Ilchester Place im südlichen Holland Park ist die teuerste Wohnstraße in Großbritannien.
Holland Park ist über die gleichnamige Station der London Underground, sowie über den Bahnhof Kensington an das städtische Nahverkehrsnetz angebunden.

## Park

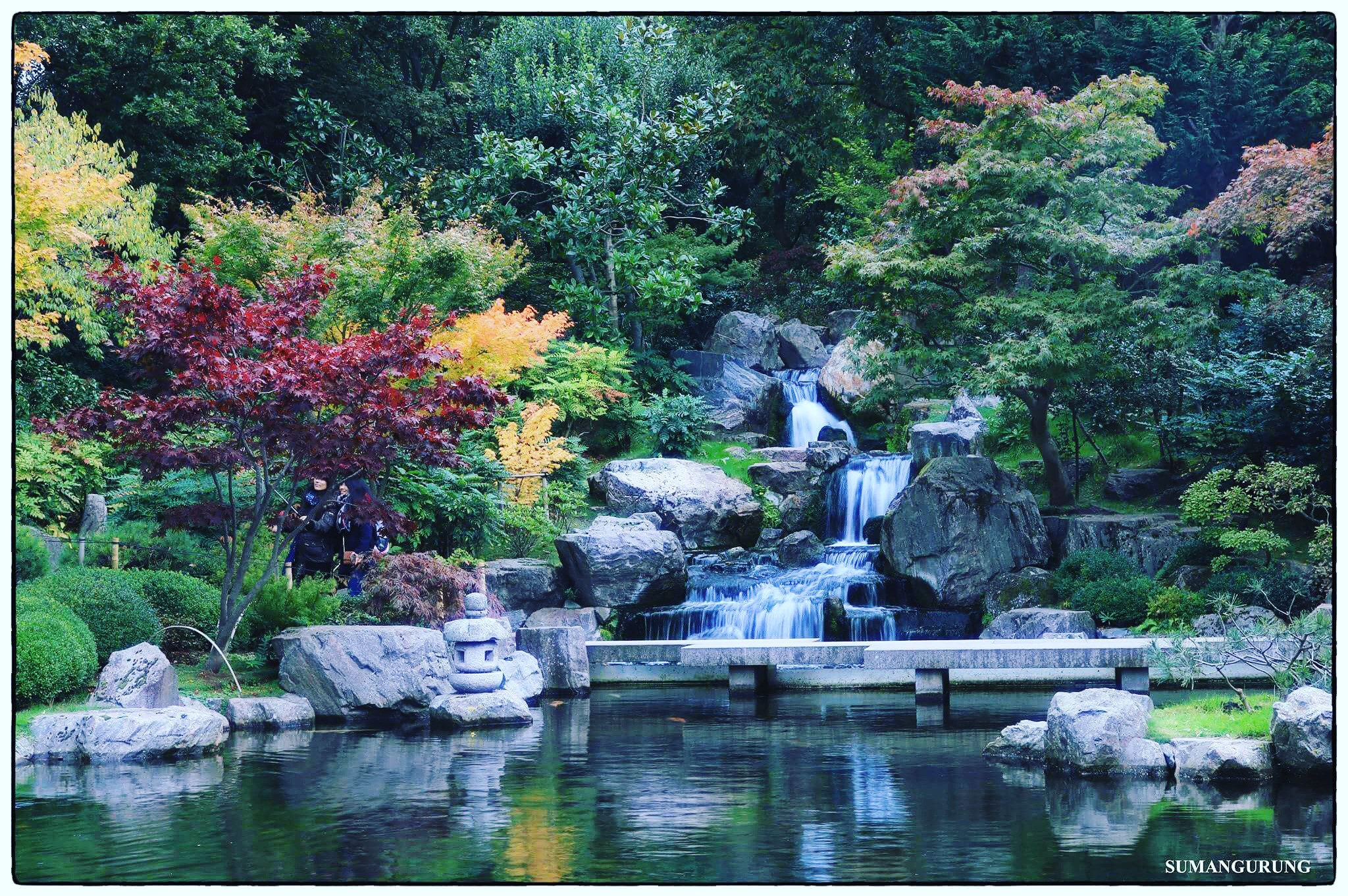
Kyoto Garden

Der 22-Hektar große Holland Park liegt im Zentrum des Stadtteils und setzt sich aus einem bewaldeten nördlichen Teil und einem aufwändigen angelegten Ziergarten im südlichen Teil zusammen. Zentrum der Parkanlage sind die Überreste des Holland House, ein ehemaliges Herrenhaus welches 1605 für den britischen Diplomaten Sir Walter Cope gebaut, später von Henry Rich, 1. Earl of Holland, bewohnt und im Zweiten Weltkrieg stark beschädigt wurde. Hier befinden sich heute mehrere Cafés und eine Orangerie.
Nördlich vom Holland House befindet sich der Kyoto Garden, welcher mit seiner japanischen Bepflanzung und Koi-Teichen ein Geschenk der Stadt Kyoto war. Im gesamten Park finden sich frei herumlaufende asiatische Pfauen und Fasanen.
Im südlichsten Teil des Parks befindet sich der exklusive Holland Park Tennis Club.

## Impressionen

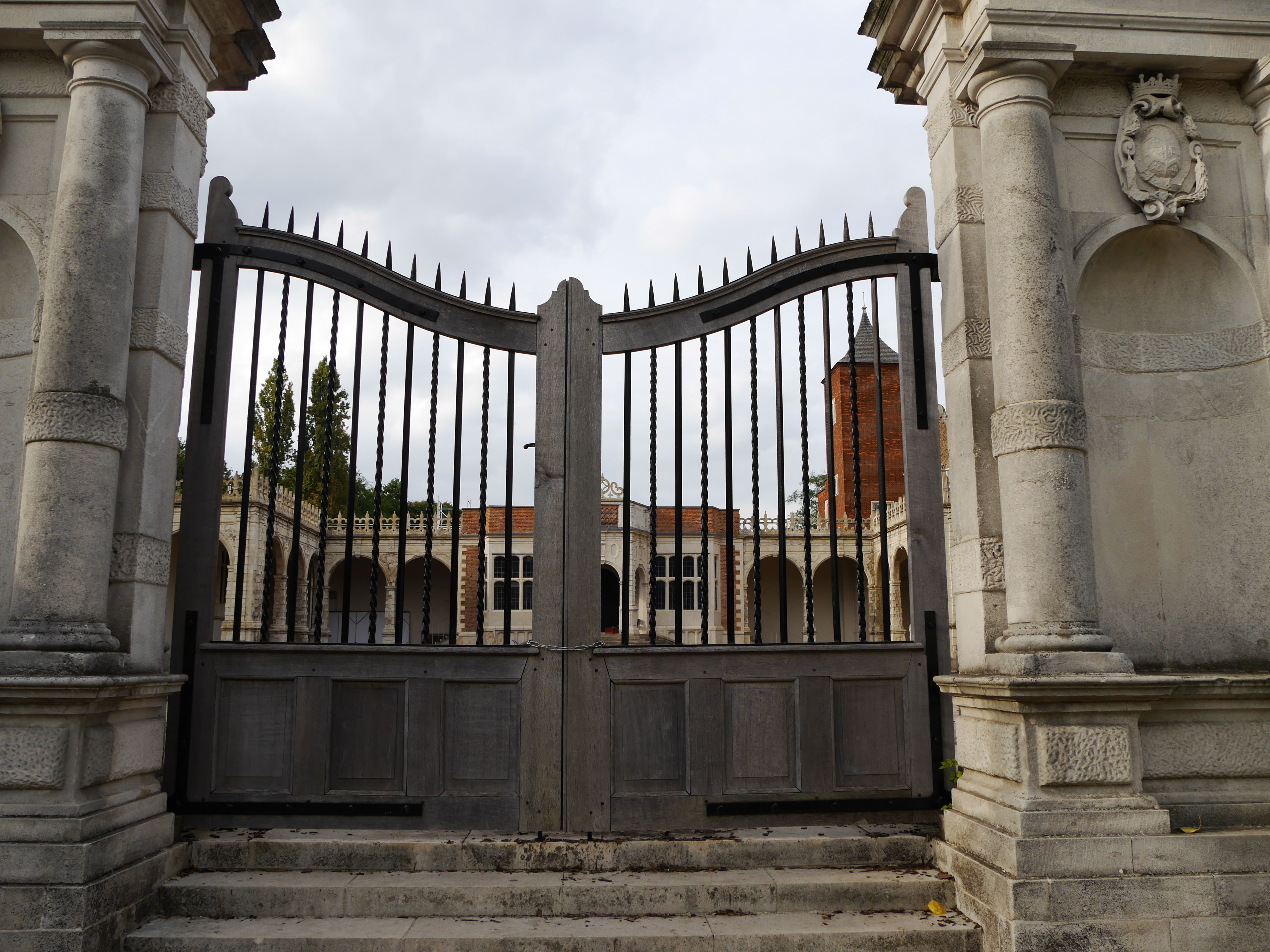
Eingang von Inigo Jones zu Holland House und Holland Park
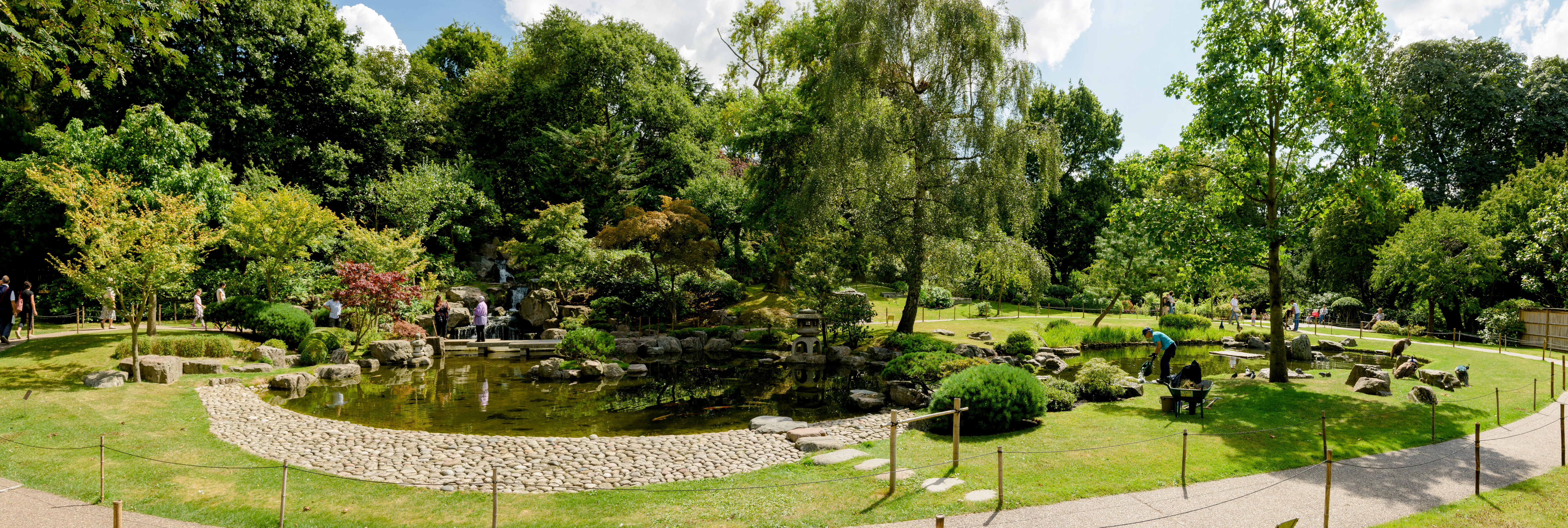
Kyoto Garden
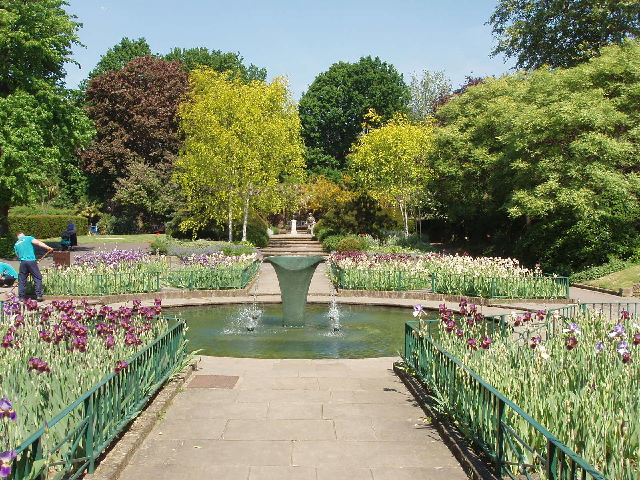
Irisgarten und Fontänen
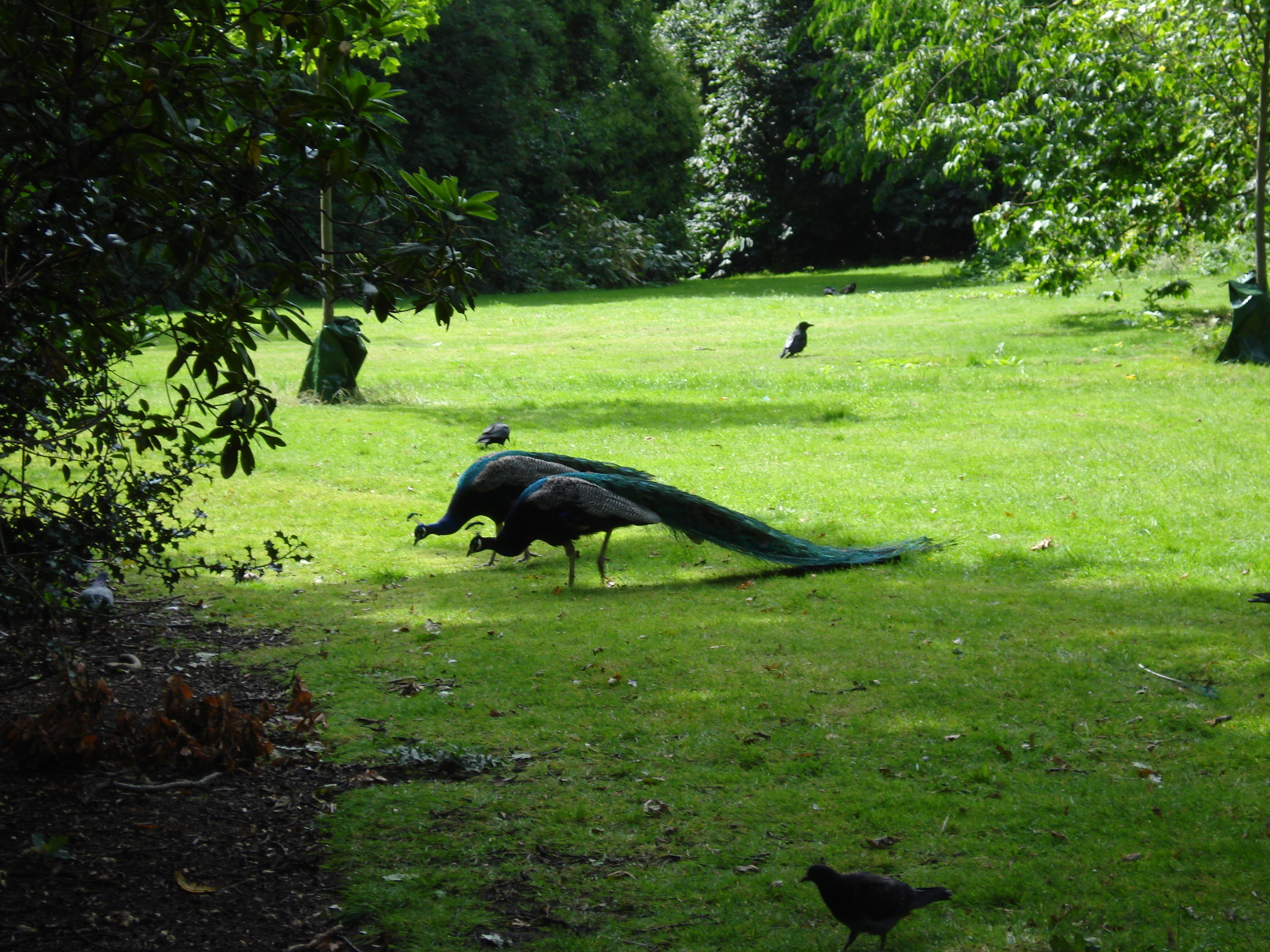
Pfau im Holland Park
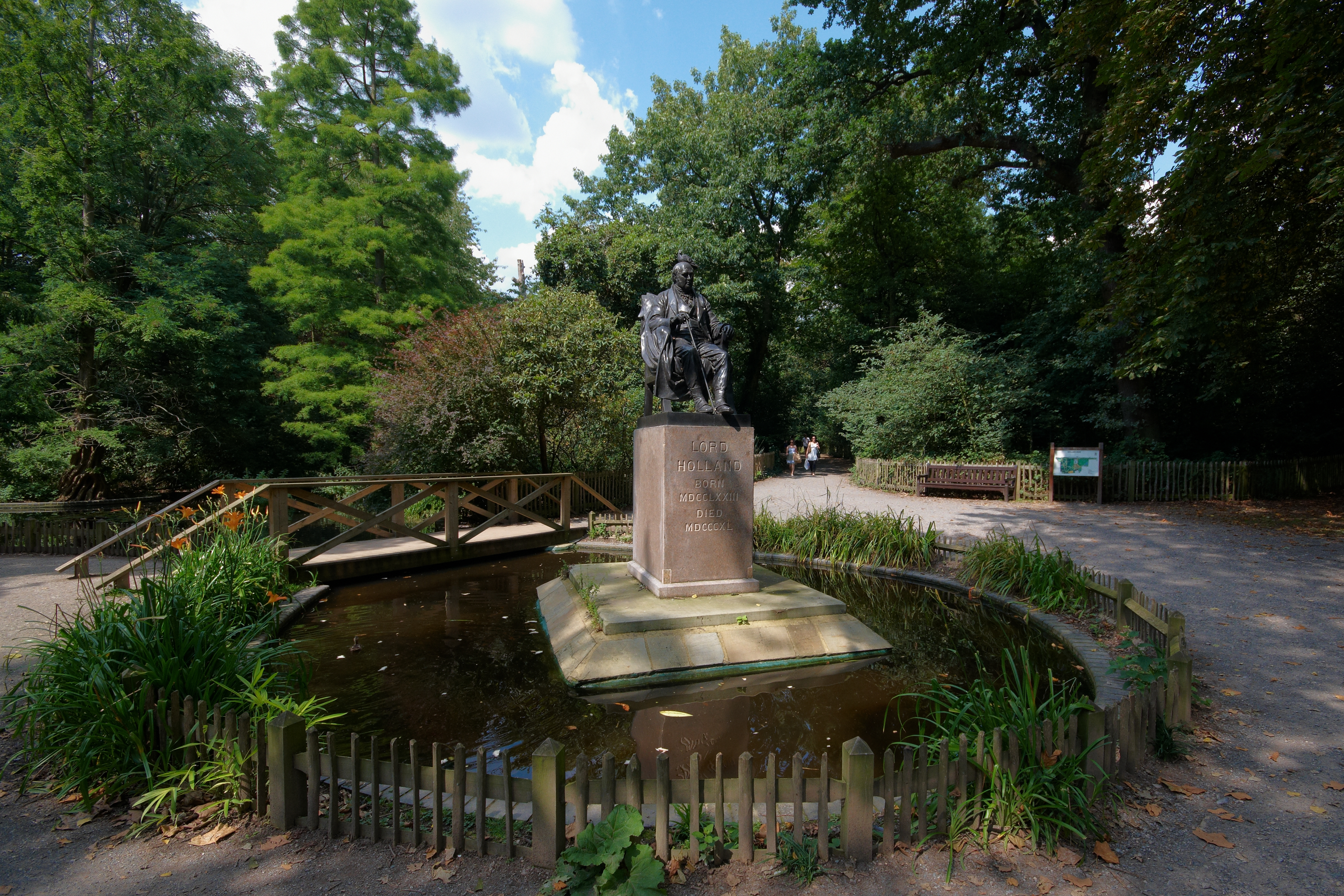
Lord Holland-Denkmal
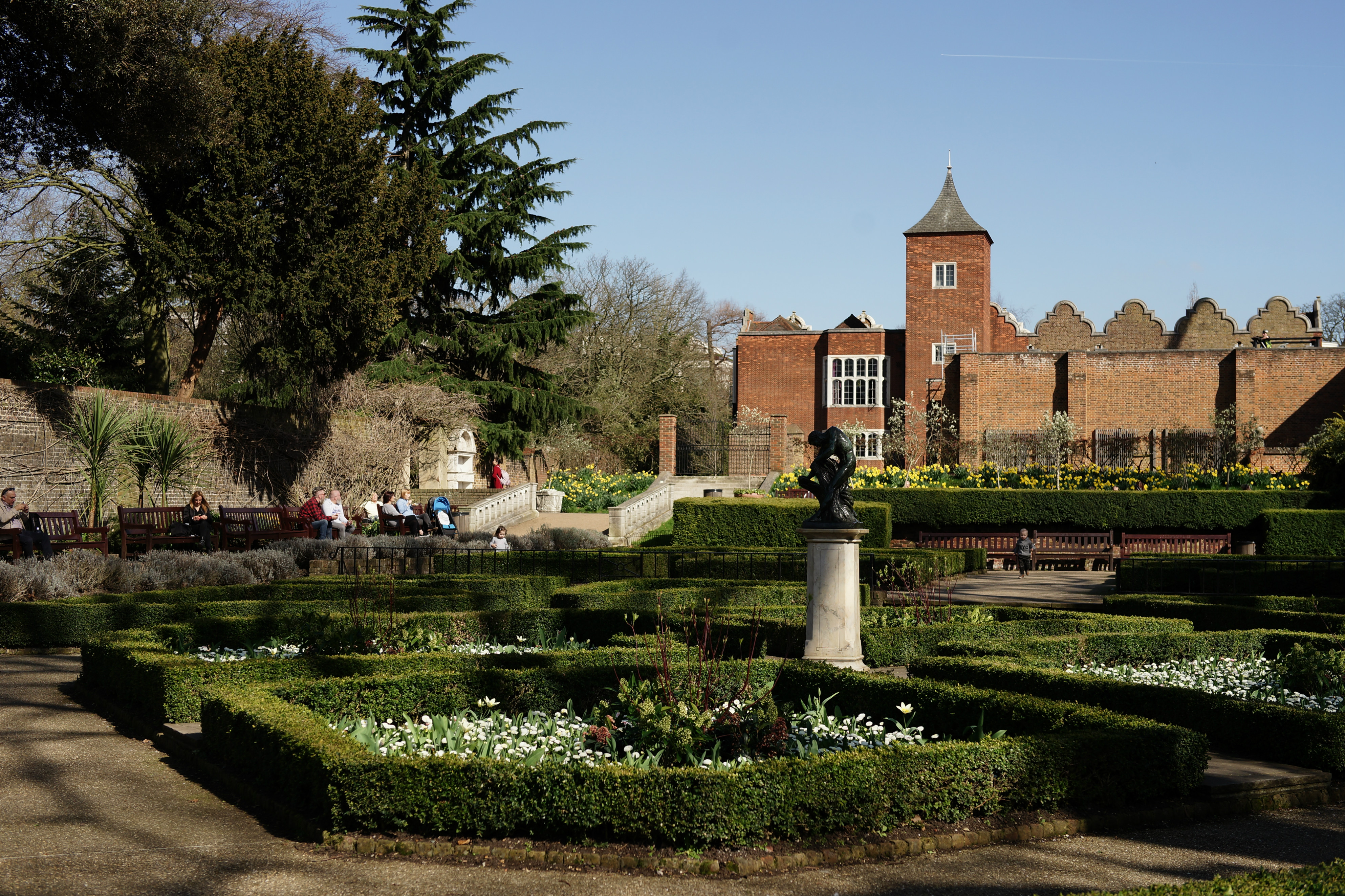
Formal Garden und Holland-House